# Alexander Conze
Alexander Christian Leopold Conze (Hannover, 10 de diciembre de 1831-Berlín, 19 de julio de 1914) fue un arqueólogo alemán, experto en el arte de la Antigua Grecia.
Tras estudiar en las universidades de Göttingen y Berlín, obtuvo su doctorado en 1855 con Eduard Gerhard. A partir de 1863, dio clases en la Universidad de Halle y entre 1869 y 1877 en la Universidad de Viena. Durante este tiempo, dirigió dos excavaciones en Samotracia (1873 y 1875), sobre todo en el Santuario de los Grandes Dioses.
En 1887 fue nombrado director del Instituto Arqueológico Alemán.
En 1878, junto con Carl Humann dirigió las excavaciones del Pérgamo, trabajando especialmente sobre el Altar de Pérgamo y, en 1900, junto con Wilhelm Dörpfeld, realizó una segunda fase.

## Obra
- Reise auf den Inseln des Thrakischen Meeres. Hannover 1860, ISBN 90-256-0880-9

- Reise auf der Insel Lesbos. Hannover 1865

- Archäologischen Untersuchungen auf Samothrake. Viena 1875 (con Hauser y Niemann)

- Melische Thongefäße. Leipzig 1862

- Zur Geschichte der Anfänge der griechischen Kunst. Viena 1870–1873

- Die Familie des Augustus. ein Relief. Halle 1868

- Die Bedeutung der klassischen Archäologie. Viena 1869

- Beiträge zur Geschichte der griechischen Plastik. Halle 1869. (2ª ed.)

- Vorlegeblätter für archäologische Übungen. Viena 1869.

- Heroen- und Göttergestalten der griechischen Künste. Viena 1874.

- Römische Bildwerke einheimischer Fundorte in Österreich. Viena 1872–78, H. 1–3

- Theseus und Minotaurus. Berlín 1878 u. a.